# Tenthredo aaliensis
Tenthredo aaliensis är en stekelart som först beskrevs av Embrik Strand 1898.  Tenthredo aaliensis ingår i släktet Tenthredo, och familjen bladsteklar. Arten är reproducerande i Sverige.